# José María Aguilar y Vela
José María Aguilar y Vela (Madrid, 1827 - Madrid, 1899) fue un arquitecto español.

## Biografía
Era hijo de Francisco Xavier Aguilar-Anchía y Mendoza, capitán de la Guardia de Corps de Carlos IV y de Lorenza Vela y Mayor. Contrajo matrimonio con Elisa Cuadrado Angulo, matrimonio del que nacieron diez hijos. Uno de ellos, Lorenzo Aguilar Cuadrado, fue síndico mayor de la Bolsa de Madrid y casó con Asunción Arnao, hija del poeta y académico Antonio Arnao Espinosa de los Monteros y de la pianista, compositora y afamada cantante de ópera en la Corte isabelina Sofía Vela y Querol.

## Obra

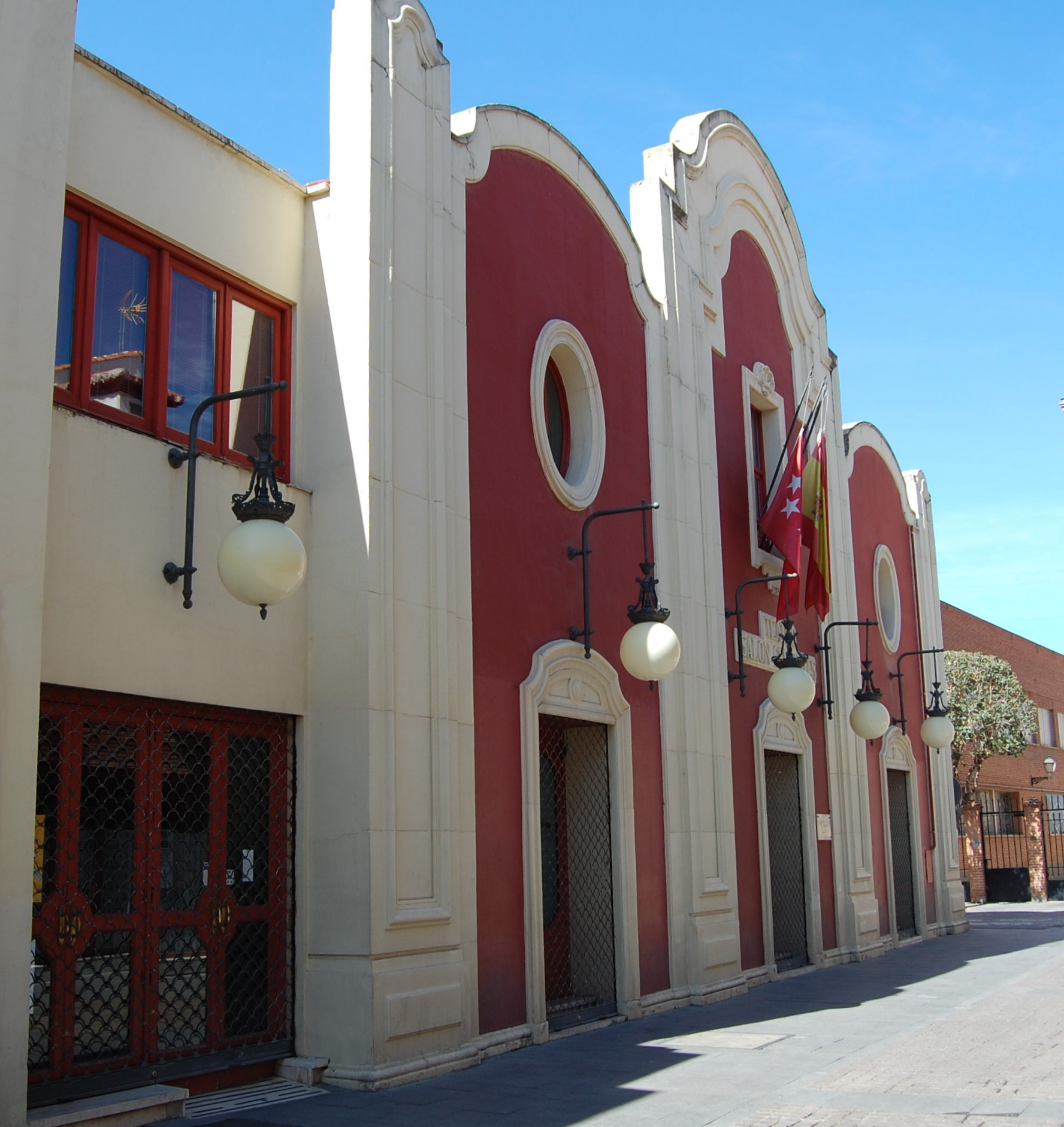
Teatro Salón Cervantes en Alcalá de Henares

Junto a Severiano Sáinz de la Lastra y Eduardo de Adaro es autor del proyecto del edificio del Banco de España en la Plaza de Cibeles de Madrid. Con Fernando Arbós y Tremanti, ganó en 1870 el concurso para la construcción de la Caja de Ahorros y Monte de Piedad en la plaza de las Descalzas de Madrid (de estilo ecléctico historicista de gusto italiano).
Suyos son igualmente el monumento de Narváez en Loja, entre 1878 y 1880 se ocupa de la creación de varios edificios en el Balneario de Archena junto a Francisco Enríquez y Ferrer, en 1856 de la iglesia de Santa Teresa y Santa Isabel en la glorieta del Pintor Sorolla de Madrid. En 1888 el Teatro Salón Cervantes de Alcalá de Henares y, en 1894, el Convento de la Visitación de Santa María, en Sevilla entre otros.
También fue el responsable en 1855 de la restauración y ampliación del Observatorio Astronómico de Madrid, que en aquellos momentos dirigía su hermano, el astrónomo Antonio Aguilar y Vela.
Ocupó la cátedra de Topografía en la Escuela de Arquitectura.